# 許人介
許人介（1980年9月24日—2019年10月12日），為一名臺灣前棒球選手，曾效力於中華職棒中信鯨隊，守備位置為外野手，2009年因涉及「黑象事件」遭到檢方聲押，同時也被中華職棒列為終身禁賽名單。
2019年10月12日因不慎從樓梯摔落送醫宣布不治，享年39歲。

## 經歷
- 台南縣善化國小少棒隊
- 台南縣永仁國中青少棒隊
- 台南縣善化國中青少棒隊（小美冰淇淋）
- 台南縣善化高中青棒隊
- 台北體院棒球隊
- 中華職棒中信鯨隊代訓球員 （2005年）
- 合作金庫棒球隊 （2006年）
- 中華職棒中信鯨隊（2007年—2008年）
- 新竹市成德高中棒球隊教練

## 職棒生涯成績
| 年度   | 球隊   | 出賽 | 打數 | 安打 | 全壘打 | 打點 | 盜壘 | 四死 | 三振 | 壘打數 | 雙殺打 | 打擊率 |
| ------ | ------ | ---- | ---- | ---- | ------ | ---- | ---- | ---- | ---- | ------ | ------ | ------ |
| 2007年 | 中信鯨 | 93   | 284  | 81   | 3      | 27   | 9    | 23   | 36   | 105    | 8      | 0.285  |
| 2008年 | 中信鯨 | 14   | 43   | 12   | 0      | 5    | 1    | 2    | 4    | 15     | 1      | 0.279  |
| 合計   | 2年    | 107  | 327  | 93   | 3      | 32   | 10   | 25   | 40   | 120    | 9      | 0.284  |

## 特殊事蹟
- 2007年4月8日，首度先發，首戰即獲選單場MVP。

## 外部連結
- 許人介在台灣棒球維基館上的頁面（繁體中文）
- 球員資訊和成績在中華職棒官網（中文）